# Самодивско хоро
„Самодивско хоро“ е български игрален филм (комедия) от 1976 година на режисьора Иван Андонов, по сценарий на Георги Мишев (по разказа „Понесени от вихъра“). Оператор е Радослав Спасов. Художник е Иван Андонов. Музиката във филма е композирана от Симеон Пиронков.

## Състав

### Актьорски състав
| Изпълнител         | Роля                                                            |
| ------------------ | --------------------------------------------------------------- |
| Петър Слабаков     | бащата на Таня                                                  |
| Павел Поппандов    | Павел Сираков                                                   |
| Катя Чукова        | майката на Таня                                                 |
| Мариана Димитрова  | Таня                                                            |
| Йорданка Кузманова | Атанаска Петкова, съпруга на Иван Петков                        |
| Леда Тасева        | Юлия, галеристка                                                |
| Румяна Бочева      | лелята на Павел                                                 |
| Велко Кънев        | Кирил Станков, велосипедист шампион                             |
| Иван Несторов      | Гутев, председателят на комисията                               |
| Георги Русев       | галеристът                                                      |
| Никола Тодев       | Никифор Никифоров, магазинерът на санитарния фаянс              |
| Стефан Сърбов      | член на съда                                                    |
| Надя Тодорова      | Неда Горанова, акушерка                                         |
| Иван Григоров      | каруцарят                                                       |
| Пепа Николова      | Лена (Елена Коева), продавачката на корнизи от смесения магазин |
| Васил Спасов       | председателя на съда                                            |
| Велико Стоянов     | Стоян Петков, инструкторът от Авто-мотото                       |
| Стефан Мавродиев   | Иван Петков, главния инженер на асфалтовата база                |
| Стоян Гъдев        | бай Минчо Минчев, 'счетоводителят                               |
| Тодор Иванов       |                                                                 |
| Венцислав Вълчев   | дърводелецът от ГДМБУ (дърводелския цех)                        |
| Димитър Учкунов    |                                                                 |
| Кирил Кавадарков   | член на комисията, оценяваща изложбата                          |
| Стефан Данаилов    | водещ на „3 от 8“                                               |

и др.

### Творчески и технически екип
| Сценарий             | Георги Мишев                                                                                     |
| Режисьор Художник    | Иван Андонов                                                                                     |
| Оператор             | Радослав Спасов                                                                                  |
| Редактор             | Мария Балканска                                                                                  |
| Музика               | Симеон Пиронков                                                                                  |
| Монтаж               | Анна Пипева                                                                                      |
| Звук                 | Людмила Махалнишка                                                                               |
| Втори режисьор       | Румен Марков                                                                                     |
| Асистент-режисьори   | Георги Георгиев Румяна Ташкова                                                                   |
| Втори оператор       | Пламен Сомов                                                                                     |
| Асистент-оператори   | Лазар Лазаров Стоян Миланов                                                                      |
| Организатори         | Александър Борсуков Лиляна Георгиева                                                             |
| Комбинирани снимки   | Иван Манев                                                                                       |
| Втори художник       | Марина Попова                                                                                    |
| Грим                 | Маргарита Димова                                                                                 |
| Реквизит             | Теодора Бистрикова                                                                               |
| Гардероб             | Цветана Рачева Румяна Киселичка                                                                  |
| Асистенти по монтажа | Теодора Тодорова Русалка Николова                                                                |
| Тонтехник            | Георги Владички                                                                                  |
| Осветление           | Валентин Попов                                                                                   |
| Фотограф             | Тодор Костов                                                                                     |
| Кран                 | Кирил Аспарухов                                                                                  |
| Директор             | Стоян Керемидчиев                                                                                |
| Производство         | Българска кинематография Студия за игрални филми Творчески колектив „Младост“ /Copyright © 1976/ |